# نسل‌گرایی
نسل‌گرایی (به انگلیسی: Generationism) این باور است که یک نسل خاص دارای ویژگی‌های ذاتی است که آن را نسبت به نسل دیگر پست‌تر یا برتر می‌سازد. این اصطلاح معمولاً به ادعاهای برتری در ارزش‌ها، ارزش‌گذاری‌ها، شیوه‌های زندگی و باورهای عمومی یک نسل نسبت به نسل دیگر اشاره می‌نماید. در جایی کاربرد دارد که معیارهای قابل تأیید عینی وجود ندارد تا ادعای برتری را به خودی خود اثبات کند.
نسل‌گرایی بیشتر به عنوان اتهامی علیه این باور استفاده می‌شود که نسل معاصر به خودی خود ذاتاً برتر از نسل‌های پیشین است. برای مثال، از طریق رویه رایج تلقی توهین‌آمیز از فرهنگ‌های باستانی به عنوان بدوی - نباید با برچسب مثبت بدوی‌گرایی اشتباه گرفته شود - اگرچه ممکن است مخالفت یک نسل قدیمی با ارزش‌ها و سبک زندگی نسل جوان‌تر به‌عنوان نسل‌گرا نیز شناخته شود.
نسل‌گرایی به عنوان یک پدیده جامعه‌شناختی مکرر توسط فیلسوفان سوئدی، الکساندر بارد و ژان سودرکویست در کتاب امپراتوری جهانی: فلسفه سیاسی عصر اطلاعات (به زبان سوئدی در سال ۲۰۰۳ منتشر شد) به تفصیل مورد بررسی قرار گرفته‌است.
بارد و سودرکویست نسل‌گرایی را یکی از بستگان نزدیک ولی بسیار کمتر تحلیل شده نژادگرایی می‌دانند که آنها پیشنهاد می‌کنند باید با جزئیات بیشتری مورد مطالعه قرار گیرد تا استدلال کلی برای نسبی‌گرایی و عمل‌گرایی در فلسفه معاصر تقویت شود.